# Hiroaki Morishima
Hiroaki Morishima (Hiroshima, 30. travnja 1972.) umirovljeni je japanski nogometaš i reprezentativac.

## Klupska karijera
Igrao je za Cerezo Osaku.

## Reprezentativna karijera
Za japansku reprezentaciju igrao je od 1995. do 2002. godine. Odigrao je 64 utakmice postigavši 12 pogodaka.
S japanskom reprezentacijom Hiroaki Morishima igrao ne na dva svjetska prvenstva (1998. i 2002.) dok je 2000. s Japanom osvojio AFC Azijski kup.

## Statistika
| Japan  | Japan | Japan |
| Godina | Nas.  | Gol.  |
| ------ | ----- | ----- |
| 1995.  | 9     | 0     |
| 1996.  | 11    | 2     |
| 1997.  | 14    | 5     |
| 1998.  | 3     | 0     |
| 1999.  | 0     | 0     |
| 2000.  | 10    | 3     |
| 2001.  | 9     | 1     |
| 2002.  | 8     | 1     |
| Ukupno | 64    | 12    |

## Vanjske poveznice
- National Football Teams
- Japan National Football Team Database